# Mohnish Bahl
Mohnish Bahl (nascido em 14 de agosto de 1961) é um ator indiano que trabalha na indústria cinematográfica indiana e na televisão indiana .  Ele é o filho da atriz Nutan e do Tenente Cdr.  Rajnish Bahl, e um membro proeminente da família Mukherjee-Samarth .
Começou sua carreira em 1983 através do filme Bekaraar , ele entrou na ribalta através do filme Maine Pyar Kiya em 1989, estrelado por Salman Khan e Bhagyashree , no qual ele interpretou o papel de vilão.  O sucesso do filme transformou a carreira de Bahl e o levou a ser um vilão e ator muito ocupado.  Outros papéis notáveis que ele fez foi no sucesso de 1992, Deewana, que foi a estreia de Shah Rukh Khan .  Ele era regular em filmes de Sooraj R. Barjatya , como Hum Aapke Hain Koun. . . !  , Hum Saath Saath Hain .

## Filmografia
- Bekaraar (1983) ... Pradeep
- Teri Baahon Mein (1984)
- Meri Adalat (1984)
- Purana Mandir (1984)...Sanjay
- Yeh Kaisa Farz (1985)
- Itihaas (1987) ... Rakesh
- Maine Pyar Kiya (1989) ... Jeevan
- Baaghi (1990) ... Jaagu
- Henna (1991)
- Dancer (1991)
- Shola Aur Shabnam (1992) ... Bali
- Deewana (1992) ... Narender
- Bol Radha Bol (1992) ... Bhanu
- Ek Hi Raasta (1993) ... Vikram Singh
- Platform (1993)....hariya
- Aashiq Awara (1993) ... Vikram
- Hum Aapke Hain Koun..! (1994) ... Rajesh
- Eena Meena Deeka (1994) ... Mangal
- Elaan (1994) ... Vijay Sharma
- Prem Yog (1994) ... Jimmy Narang
- Kartavya (1995) ... Balbir Singh
- Sabse Bada Khiladi (1995) ... Amit
- Angrakshak (1995) ... Ramesh
- Hum Dono (1995) ... Choudhry
- Army (1996) ... Kabir
- Raja Hindustani (1996) ... Jai
- Ajay (1996) ... Roopesh Singh
- Itihaas (1997) .... Inspector Ujagar Pandey
- Kaun Sachcha Kaun Jhootha (1997) ... Mohnish
- Koyla (1997) ... Ashok
- Raja Ki Aayegi Baraat (1997) ... Ramesh
- Udaan (1997) ... Inspector Sharma
- Phool Bane Patthar (1998) ... Baliya Singh
- Aunty No. 1 (1998) ... Gaurav
- Duplicate (1998) ... Ravi Lamba
- Dulhe Raja (1998) ... Rahul Sinha
- Pardesi Babu (1998) ... Naren
- Doli Saja Ke Rakhna(1998)...Vikram "Vicky" Singh
- Sirf Tum (1999) ... Ranjeet
- Hum Saath-Saath Hain: We Stand United (1999) ... Vivek
- Jaanwar (1999) ... Aditya Oberoi
- Vaastav: The Reality (1999) ... Vijaykanth Namdev Shivalkar
- Kaho Naa... Pyaar Hai (2000) ... Inspector Kadam
- Astitva (2000) Bi lingual Hindi & Marathi ... Malhar Kamat
- Kahin Pyaar Na Ho Jaaye (2000) ... Vinod
- Pyaar Zindagi Hai (2001) ...
- Ek Rishtaa: The Bond of Love (2001) ... Rajesh Purohit
- Kyo Kii... Main Jhuth Nahin Bolta (2001) ... Journalist Rajat
- Yeh Mohabbat Hai (2002) ... Shaukat
- Haan Maine Bhi Pyaar Kiya (2002) ... Pooja's brother
- Shararat (2002) ... Vikram Saxena
- Waah! Tera Kya Kehna (2002) ... Vicky Oberoi
- LOC Kargil (2003) ... R. Vishwanathan
- Shola: Fire of Love (2003) ... Avinash
- Vaah! Life Ho Toh Aisi! (2005).... Sunil
- Hum Tum Aur Mom (2005) ...Madhav
- Khullam Khulla Pyaar Karen (2005) ... Vicky
- Hum Do Hamaara Ek (2005)
- Vivah (2006) ... Doctor Rashid Khan (Special Appearance)
- Shaadi Karke Phas Gaya Yaar (2006)...Karan
- Janani (2006)...Raj
- Sandwich (2006)...Pange
- Life Mein Kabhie Kabhiee (2007)....Sanjiv Arora (Rajiv's elder brother)
- Heroes (2008) ...Aakash Sarin
- Vaada Raha (2009)... Max
- Chance Pe Dance (2010)... Rajeev Sharma
- Rann (2010) ...Amrish Kakkar
- Tum Milo Toh Sahi (2010)
- Isi Life Mein (2010)- Ravimohan
- Force (2011)...Atul
- Khap (2011)...Madhur
- Desi Boyz (2011)...Social Activist
- Dum Dum Diga Diga (2011) – filming
- Yeh Jo Mohabbat Hai (2012) – Mangal Chowdhary
- Do Chehre – delayed
- Krrish 3 (2013) – Kaal's adoptive father (special appearance)
- Jai Ho (2014)... Chief Minister Ashok Pradhan
- Panipat (2019)... Balaji Baji Rao

## Televisão
| Ano       | Series                          | Função              | Canal de televisão | Notas                                          |
| --------- | ------------------------------- | ------------------- | ------------------ | ---------------------------------------------- |
| 1988-1989 | Isi Bahane                      |                     | DD nacional        |                                                |
| 2002-2004 | Devi                            | Vikram              | TV Sony            |                                                |
| 2002      | Bachke Rehna Zara Sambhalke     | Hospedeiro          | TV Sony            |                                                |
| 2002-2005 | Sanjivani - um benefício médico | Dr. Shashank Gupta  | Star Plus          |                                                |
| 2003      | Arzoo Hai Tu                    | Aakash              | Sahara One         |                                                |
| 2005-2006 | Kahaani Ghar Ghar Kii           | Suyash Mehra        | Star Plus          |                                                |
| 2005-2007 | Ek Ladki Anjaani Si             | Veer                | TV Sony            |                                                |
| 2007      | Kayamath                        | Inder Shah          | Star Plus          |                                                |
| 2007-2010 | Dill Mill Gayye                 | Dr. Shashank Gupta  | ESTRELA UM         | série de sequela de Sanjivani - A Medical Boon |
| 2007-2009 | Kasturi                         | Kabir Dhanrajgir    | Star Plus          |                                                |
| 2009      | Estrela Vivaah                  | Hospedeiro          | Star Plus          |                                                |
| 2011-2012 | Kuch Toh Log Kahenge            | Dr. Ashutosh        | TV Sony            |                                                |
| 2012-14   | Savdhaan India                  | Host / Apresentador | Vida OK            | aparência episódica                            |
| 2016-2017 | Hoshiyar… Sahi Waqt, Sahi Kadam | Host / Apresentador | &amp; TELEVISÃO    | Hospedeiro                                     |

## Prêmios e indicações
- 1995: Nomeado, Filmfare Melhor Ator Coadjuvante por Hum Aapke Hain Koun. . !
- 2000: Nomeado, Melhor Ator Coadjuvante de Filmfare por Hum Saath-Saath Hain: Estamos Unidos
- 2002: Melhor Ator da Academia Indiana de Televisão para Sanjivani - Um benefício médico no Star Plus
- 2002: Prêmio Telly indiano de Melhor Ator em um Papel Negativo para a Devi na Sony Entertainment Television
- 2003: Melhor Ator da Academia Indiana de Televisão para Sanjivani - Um benefício médico no Star Plus
- 2006: Melhor ator negativo em Ek Ladki Anjani Si na Sony Entertainment Television